# グラウンドクループロジェクト
グラウンドクループロジェクトは、1980年代に始まったカリフォルニアとハワイを拠点とするUFO宗教で、後にグラウンドクルーとプラネタリー・アクティベーション・オーガニゼーション（PAO)に分割された。1996年にオンラインで投稿し始めたシェルダン・ナイドルによってカリフォルニアで設立された。1990年代に、地球はフォトンベルトという高エネルギーを通過し、その際に宇宙的な大規模変化が起こるという予想に基づいている。この宗教の目的は、地球と、地球の変化を助ける地球外組織と考えるところの「銀河連邦」との大規模なファーストコンタクトのために人類を準備させることである。その際、地球外生物と人類の仲介者として重要な役割を果たすのがグラウンドクループロジェクトのメンバーだとされている。ファーストコンタクトの日程についての予測が外れた後も、その接触は「できるだけ早く」起こると考えられており、グラウンドクルーは人類の「育成」を積極的に支援することになっている。

## シェルダン・ナイドル
シェルダン・ナイドルは、1946年11月11日に誕生してまもなく、地球外生命体とUFOを経験をしたと主張する。彼はシリウスからのETによる接触があるとしている。ナイドルは、彼の経験は、テレパシーよるコミュニケーションの他、宇宙船上での教育、「直接コアインプラント 」によるものだと述べている。1994年に出版した著書の中で彼は、自宅の裏庭に着陸した宇宙人との出会いや自身の少年時代について書いている 1955年以来、彼はテレパシーと「直接のコア知識挿入」を通じてETと定期的に連絡を取っていると主張してきた。しかし、彼は、「シリウスからのスターシード」としての任務を果たすことが期待されていたため、14歳の時に地球外のコミュニケーションに終止符を打ったと述べている。それから彼はアマチュア天文学者クラブの副会長になり、ニコラテスラの映画に取り組んだ。
彼はオハイオ大学と南カリフォルニア大学で、東南アジア政府の修士号とアメリカの政治および国際行政の修士号を取得した。博士課程を始めた後、彼は代替エネルギー源を研究するために大学を離れ、彼は80年代半ばに地球外の勢力、すなわち彼が教えを広めている「銀河連邦」に再び接触したと主張している。

## フォトンベルト
1996年11月初旬に、ナイドルは人類への緊急の知らせのメッセージを「チャネリング」した。それは地球に差し迫る終末と惑星的変容にまつわるものだった。彼は、地球がフォトンベルトと呼ばれる帯域を通過する際に起きるとされる世界の変容に準備するため、惑星の銀河連合が地球上で行う任務を指揮していると主張した。フォトンベルトは、大気圏内のプラズマに似た高いエネルギー的性質を持つ宇宙の帯域である。彼によれば、フォトンベルトが地球を元の状態に戻す変化を助け、DNAの二重らせん構造を書き換えることで人類はD超人的な能力を回復するとした。「休眠状態の」松果体が活性化され、直ちに治癒過程が起こる。それは、自分自身を若返ら病気や老化を克服し、テレパシーになるためにその銀河の能力を取り戻すだろう、人間の体は、過去のある宇宙の能力を失ったことが予想された。
人類の文明はフォトンベルトの活性化の過程で破壊され、唯一の安全な場所は地下または宇宙船の中になると主張した。初期のチャネリングメッセージによると、銀河連邦による地球外の介入だけが人類の大部分を救うとされた。ナイドルは、少なくとも週に1回、メッセージを「チャネリング」した。

## 差し迫るUFO着陸
彼らによると、1996年12月17日までに地球はフォトンベルトに入り、「銀河連邦」の1500万に及ぶ宇宙船が大量着陸し、高度な技術を用いて人類の意識の進化を完成すると述べた。それにより2012年までに、社会学的、生態学的に進化した「楽園」が達成されるとした。
着陸はプレアデス人、シリウス人、カシオペア人、およびアルクトゥルス人を含む何百もの高度な人種の代表団によってなされると主張した。「私たちは、スピリチュアルヒエラルキー、天使の領域、光の銀河連邦、アセンデッドマスター、そして宇宙の兄弟姉妹たちなど、あらゆる創造によってサポートされています。」着陸後に起きる変化として、地球上の武器類はすべて無害化してから、宇宙船にビームアップされ、機械類はシャットダウンする。スピリチュアルヒエラルキーによる世界政府と、彼らの高度なテクノロジーによる通信システムに引き継がれる。テレパシーの使用、自動車に代わる空中輸送、および特別な光子エネルギーを用いた電化製品の普及などが言われた。
こうした「教義」は「カーゴ・カルト」もしくは積荷信仰というジャンルに分類される。いつの日か、先祖の霊・または神が、天国から船や飛行機に文明の利器を搭載して自分達のもとに現れる、という現世利益的な信仰である。 彼らにとって人類の進化は、優れた先進技術と環境的に無害なエネルギーを用いたエイリアンの宇宙船によってもたらされるものであった。

## グラウンドクルー
「グラウンドクルー」とは、彼らのミッションに参加することを選んだ有志の人々のこと。グランドクルーのメンバーは、UFO着陸の際、大使や代表として人類と地球外生命体の交流をサポートすると言われた。クルーのメンバーを訓練するために、彼らの睡眠中に宇宙の先進技術が導入され、やがてインプラントが用いられるとし、メンバーはできるだけ多くの人々を勧誘するよう奨励された。着陸の予測が外れた後は、彼らの目的は物理的なことから、より精神的なことに重きを置かれるようになった。メンバーは、着陸が実現する以前に救済的な役割を果たすことを余儀なくされ、人類の精神的な成長を促し、地球の生態系の回復を助けるよう求められた。メンバーは「光のネットワーク」を作り、教えを広げ、そして同様のニューエイジグループとつながらなければならないとされた。

## 着陸の遅延
1996年12月にUFOの大量着陸があるという予言は外れたにもかかわらず、ナイドルは宇宙船がすぐに現れるであろうという銀河連邦からの「メッセージ」を広め続けた。次に予定されたのは1997年の新年であり、変化後の新しい環境における魅力的な生活についての「メッセージ」が伝えられ続けた。1997年2月、ヘール・ボップ彗星についての見解が伝えられ、1997年3月には着陸艦隊の宇宙船の数を25万隻へと増加した。

## ヘール・ボップ彗星
ヘール・ボップ彗星は大規模宇宙船で、ホログラフでカモフラージュしているためにそのように見えないと彼らの「メッセージ」は伝えた。その中には、20万人以上の知的生命体と１万人の銀河連邦大使が乗船していると伝えられた。それに伴い、1997年５月５日に彗星が地球に接触するという新たな着陸の予定が発表された。
しかし予定の2日前に、ナイドルは、大量着陸の代わりに、オーストラリアのエアーズロックのすぐ南で、彗星からのシャトルと銀河連邦からのシャトルとの間でミーティングが行われたと発表した。そこでは特別な儀式が行われ、重要な論文が交換されたが、5月10日以降、彗星やその居住者についての言及はされなかった。

## さらなる日程変更と焦点の変化
1997年6月までには、ナイドルとグラウンドクルーは予言が繰り返し外れた理由をさまざまな外的要因のせいにし、世俗的な星間暗黒部隊が地球で暗躍する「エリート」たちと共謀したと述べた。銀河連邦はこの状況を過小評価していたため、彼らの暗躍を阻止することはできなかった。同時に、彼らの「メッセージ」は特定の到着予定日について語ることをやめ、「正しく神聖なタイミングでやって来る」と話した。
1997年後半になると、「メッセージ」は、地球の変化に際して、宇宙的介入が行われる前の暫定的な期間に、人類がそのサポートをするよう要求するようになり、救済は双方向で進むものとした。大量着陸、すなわち救済が行われる「正しく神聖なタイミング」は、今や人間の態度によって決定されるかもしれないと述べた。また、地球の変化に伴って起きるとされた自然災害の可能性は、人々の「光に目を向ける」ことによって変化したとされ、以降、「メッセージ」は、より精神的な内容に変わっていった。

## グループの分裂
1997年12月に、ナイドルは、グループの中核メンバーであったヴァレリー・ドナーと袂を分けた。両当事者が、別の内容を投稿するようになったためである。「ナイドルの散文が、高尚で審美的な基準」を持つのに対し、ドナーは「漫画的な性格」に見えたとされているが、彼女はグラウンドクルーの名前とウェブサイトの権利も持ち合わせ、ナイドルに新しい組織の設立を余儀なくさせた。ドナーはグラウンドクルーのウェブサイトを保守し、銀河連邦を含むUFOコンテンツを含むチャネリングメッセージを投稿した。彼女のウェブサイトは個人的な精神的変容に焦点を当てており、天使、妖精、植物とのコミュニケーションなど、新しい視点も加えている。
その後、ナイドルは、プラネタリー・アクティベーション・オーガニゼーションを設立し、この組織を銀河連邦に関するメッセージの唯一の発信元として再構築した。官僚的ヒエラルキーを持つシステムで構成されたグループである。それからナイドルは、環境、政府の陰謀、そしてUFOに関心がある同じようなグループを結ぶために、「Web of Light」を作り始めた。人類の霊的進化と惑星活性化の役割に関して新しい物語が生まれた。

## 物語の進化
ナイドルのチャネリングによると、連盟は「できるだけ早く大規模なファーストコンタクトに献身的」であり続けたが、今や人間の精神的な変容が主眼となっている。地球の支配者たちは、千年の間人類を否定的な方向に向かわせてきた「シークレットキャバル」であり、連盟によってゆっくりと取り除かれることになる。地球の変化を助けるために「スターゲイト」が上空に置かれている。特別な銀河医療チームが、睡眠中の人々を助けている。
彼らによると、地球は、人類の役割により宇宙の中で極めて重要な惑星として描写している。それは天の川の精神的な変革の転換点として機能する特別な場所であるのだ。
予言が失敗したにもかかわらず、2000年までに運動はその会員基盤を発展させ続け、29カ国以上に何百もの支援グループを持つと主張している。
プラネタリー・アクティベーション・オーガニゼーションは、すべての人類が集団的救済と地上の楽園の達成を達成することを約束しており、千年王国主義者に分類される。

## 信頼性
宗教社会学者のクリストファー・へランドによると、グラウンドクルーは「預言的な不確認や[結果的に]認知的な不協和を避けるための古典的な戦略の多く」に頼っていると述べている。
一般的に、ナイドルは外れた予言の権威を回復するために、ゴードン・メルトンがスピリチュアル化プロセスと呼んだ再定義化を行った。先進技術によるUFO着陸は、人間自身によって精神的に人類を高める必要性に置き換えられたのだ。グラウンドクルーの場合、ナイドルは、「地球外の高度なテクノロジーによってザッピングされるのを待っているインターネットサーファーを、マザーアースと人類を支援する活動家の委員会に変えた」のだ。
へランドは、グループの仮想的な性質、そして客観的なデータが欠如しているために、1996年から97年の間に劇的に減少したグラウンドクルーメンバーの数を正確に測定することは不可能だと述べた。それでもなお、このグループは、そのウェブサイトと信者の中心的なグループを維持するのに十分な収入を生み出している。しかし初期の内容は、変更されているか、削除された可能性がある。へランドは、このムーブメントにとって最も有名な失敗した予言はもはやオンライン上には存在せず、新しいメンバーがかつての失敗を目にすることは決してないだろうと述べている。
このオンライン上の千年王国物語は、通常の社会学的な議論ではなく、宗教的なフィクションであり、文学として機能している。インターネット上での即興的で急速な宗教観の変容は、ウェブサーフィンをする学者たちを魅了し続けるだろうとコメントしている。